# Bolesław Domaniewski
Bolesław Marian Domaniewski (ur. 16 lipca 1857 w Gronówku, zm. 11 listopada 1925 w Warszawie) – polski pianista i pedagog, uczeń Józefa Wieniawskiego w Warszawie. Brat Czesława Domaniewskiego.
W latach 1890–1900 był nauczycielem gry fortepianowej w Konserwatorium w Krakowie, potem dyrektorem szkoły Warszawskiego Towarzystwa Muzycznego i jego długoletnim prezesem (1906–1925). 
Napisał kilka utworów fortepianowych i cenny przewodnik "Vademecum pour le pianiste" w 2 zeszytach, wyd. Breitkopf&Haertel, Lipsk.